# Soulamea dagostinii
Soulamea dagostinii är en bittervedsväxtart som beskrevs av Jaffré & Fambart. Soulamea dagostinii ingår i släktet Soulamea och familjen bittervedsväxter. Inga underarter finns listade i Catalogue of Life.